# Dodi & i Monodi
I Dodi & i Monodi, o semplicemente Monodi, sono un gruppo musicale udinese in attività dal 1990 al 2011. Per alcuni anni sono stati il più noto e seguito gruppo cittadino. La loro carriera è culminata nel 1998 con la vincita delle selezioni nazionali del festival rock Arezzo Wave. L'ultimo CD inciso (autoprodotto) è del 2010.

## Storia del gruppo musicale
Dagli esordi sono artefici e motore primario della formazione: Masbo, Maurilio, e l'Omino, pseudonimi dei fratelli Massimo, Maurizio e Flavio Piccin. Nonostante questo radicato nucleo storico i Monodi perseguono, nella vita del gruppo, una spontanea impostazione collettiva e risultano fortemente influenzati dai vari componenti che, man mano, partecipano al corso della loro carriera. Questa però non sfocia mai, loro malgrado, in una notorietà oltre i confini regionali.
Il gruppo, inizialmente, è variamente influenzato dal rock inglese degli anni settanta e ottanta, da gruppi come gli Who, gli Yes i Queen e dai classici Beatles. Anche gli americani Animals, i Beach Boys ed il monumentale Elvis Presley contribuiscono alla pesante miscela sonora degli esordi.
La scarsa sicurezza tecnica iniziale unita allo strabordare delle volontà esibizionistiche dei giovani Monodi, risultano in uno spettacolo dal vivo molto più vicino al punk e al rock demenziale che al rock tradizionale. Forse proprio per questo iniziano ad avere un certo seguito in una città che, oltre ai Frizzi Comini Tonazzi o ad altri folcloristici quanto semisconosciuti personaggi, non aveva mai, fino a quel momento, prodotto un gruppo musicale rock così legato alla (sotto)cultura locale. Di questo periodo è la cassetta autoprodotta Ottimismo (1992).
I Monodi furono anche i protagonisti di un programma radiofonico completamente autogestito dal titolo "Pìpol" mandato in onda (otto puntate rigorosamente in diretta) dall'emittente Radio Onde Furlane di Udine ogni lunedì e giovedì sera; il programma prevedeva la trasmissione di musica intervallata da pesanti interventi in pieno stile “monodico” ed è stato trasmesso dal 3 al 28 giugno 1993.
È al tempo stesso l'entrata nel gruppo del Conte Eric (Paolo Fallilone), fratello del batterista Bobbazzo, e l'insoddisfazione per una persistente etichettatura di gruppo demenziale, che portano alla prima vera svolta musicale nella vita della band. La passione del Conte per i tempi dispari dell'est appare ai Monodi la ricetta giusta per crescere e sviluppare una propria identità, vera ed originale. Ne nasce Delirijo Boy (1996), lavoro con atmosfere e spunti melodici coinvolgenti ma di difficoltà esecutiva e fruitiva tali da non permettergli di superare la distribuzione locale.
In seguito alla vittoria delle selezioni regionali di Arezzo Wave il gruppo spera nella possibilità di un salto qualitativo della propria produzione. La partecipazione al festival, infatti, comporta la possibilità di portare gli spettacoli lungo la penisola. Alcuni componenti del gruppo si trovano nella necessità di rendere compatibile la vita da rockstar (reale o immaginaria, poco importa) con quella di persona normale.
Radio Sloboda riflette questa frammentazione, che diventa la nuova direzione artistica della band: l'abbandono di una ricetta ben definita ma troppo impegnativa è controbilanciato dall'idea unificante di un contenitore ("Radio Sloboda", appunto), al cui interno trovino spazio interferenze, idee musicali e suggestioni diverse. È l'album più partecipato, dal punto di vista compositivo, da ciascun singolo Monode.
Il gruppo non sfonda, Nic Tormento e Conte Eric lasciano, sostituiti da Jana (Gianni Rojatti) ed Erik (Erik Tulissio), ottimi musicisti rock. La regressione di Sagatta Bagatta, una riedizione dei primissimi pezzi di Ottimismo, è occasione per rivedere e migliorare le prestazioni musicali della band.
A fine 2005, New Barbonia, vede una line-up completamente rinnovata, con l'inserimento di una sezione percussiva (Francesco "Kekko" Cautero, Roberto "Bongo Papaya" Sartori, Luca Zaro), Paolo "Pauli" Moro alla chitarra e Luca "Berta" Bertoni alla batteria. Ancora una volta, il gruppo prende una nuova direzione musicale, in cui ad una base rock si aggiungono world music, tentazioni dance, cover stravolte di varia provenienza. I testi, da sempre ironici o grottesci, si fanno impegnati nel raccontare la realtà sociale dei "barboni dello spirito", un numero crescente di persone alle prese con incertezze economiche e, allo stesso tempo, affascinato dalla società dei consumi. In quest'ultimo periodo i concerti si fanno partecipati e frequenti in occasione di cause impegnate (manifestazioni a sostegno del Rototom Sunsplash, del referendum contro la reintroduzione del nucleare e a sostegno dell' "acqua bene pubblico"...). Ultima prova del gruppo, l'autoprodotto "Viva Burilla!" (2010), che riassume gli ultimi anni di esperienze umane ed artistiche.

## Formazione 2008-2011
| Masbo (Massimo Piccin)           |  | voce, tastiere, fisarmonica      | 1990 - 2011 |
| Prof. Maurilio (Maurizio Piccin) |  | basso, voce                      | 1990 - 2011 |
| l'Omino (Flavio Piccin)          |  | sax, voce                        | 1990 - 2011 |
| Ciarli Albedo (Carlo Tolazzi)    |  | banjo, effetti speciali          | 1991 - 2011 |
| Berta (Luca Bertoni)             |  | batteria                         | 2005 - 2011 |
| Luca Zaro                        |  | percussioni, sax, effetti sonori | 2006 - 2011 |
| Roberto Sartori                  |  | congas                           | 2006 - 2011 |
| Paolo Corberi                    |  | chitarra, voce                   | 2008 - 2011 |

### Ex componenti
| Pauli (Paolo Moro)                            | chitarra elettrica, voce | 2006 - 2008 |
| Erik (Erik Tulissio)                          | batteria                 | 2003 - 2005 |
| Jana (Gianni Rojatti)                         | chitarra                 | 2003 - 2005 |
| Nic Tormento/N.I.T. Beluga (Nicola Pravisano) | batteria e voce          | 1994 - 2003 |
| Conte Eric (Paolo Fallilone)                  | chitarre                 | 1992 - 2003 |
| Il Manager (Alessandro Rubino)                | manager                  | 1999 - 2003 |
| Masia (Massimiliano Masia)                    | fonico                   | 1992 - 1996 |
| Dodi (Andrea Ferigo)                          | chitarre                 | 1991 - 1995 |
| Bobbazzo (Franco Fallilone)                   | batteria                 | 1991 - 1994 |
| Gioppa (Giovanni Pilutti)                     | batteria                 | 1990 - 1991 |

## Discografia
- 1992 - Ottimismo
- 1994 - Vivo!
- 1997 - Delirijo Boy - edizioni Nota Music
- 1999 - Radio Sloboda - edizioni Nota Music
- 2004 - Sagatta Bagatta
- 2005 - New Barbonia
- 2010 - "Viva Burilla"